# Het Recht der Vrouw: Maandblad der Feministische Partij
Het Recht der Vrouw: Maandblad der Feministische Partij was een tijdschrift dat vanaf 1920 maandelijks verscheen in Nederland. De Feministische Partij was de eerste Nederlandse feministische partij en werd in 1920, na de invoering van het kiesrecht voor vrouwen, opgericht in Amsterdam. Het is niet bekend wanneer de partij werd opgeheven. In het tijdschrift stond een beginselprogramma en werden de feministische en politieke doelen van de leden uitgelegd. De artikelen in het blad dienden als toelichting bij het politieke programma van de partij. Daarnaast was het doel van het tijdschrift om een band te vormen tussen de leden en met het hoofdbestuur.